# Église Notre-Dame de Créon
L'église Notre-Dame est une église catholique située dans la commune de Créon, dans le département de la Gironde et la région naturelle de l'Entre-deux-Mers, en France.

## Localisation
L'église est située au cœur de la bastide, tout près de la place de la prévôté. 

## Historique
Bien qu'une première église semble avoir existé au tout début de l'histoire de la bastide au XIIIe siècle, l'église actuelle a été édifiée au XVe siècle puis modifiée partiellement à plusieurs reprises au cours des XVIe et XVIIe siècles, puis restaurée au XIXe siècle. 

## Architecture
La nef, voûtée d'ogives, est constituée de cinq travées. Deux chapelles latérale encadrent la nef. Une abside pentagonale du XVIe siècle, éclairée par des fenêtres flamboyantes, est adossée à la nef.
Le clocher, qui surmonte le porche, est une tour massive surmontée d’un clocheton, lui-même surmonté d'un léopard. Il a succédé à un clocher-mur au XVIIe siècle. Recouvert d'un toit d'ardoises, il est percé d'arcades de plein cintre, menant à un portail en accolade du XVIe siècle. Une niche ponctue la façade du clocher. Celle-ci contient une Vierge à l'Enfant en calcaire du XIIIe siècle provenant peut-être de l'abbaye de La Sauve non loin de Créon.

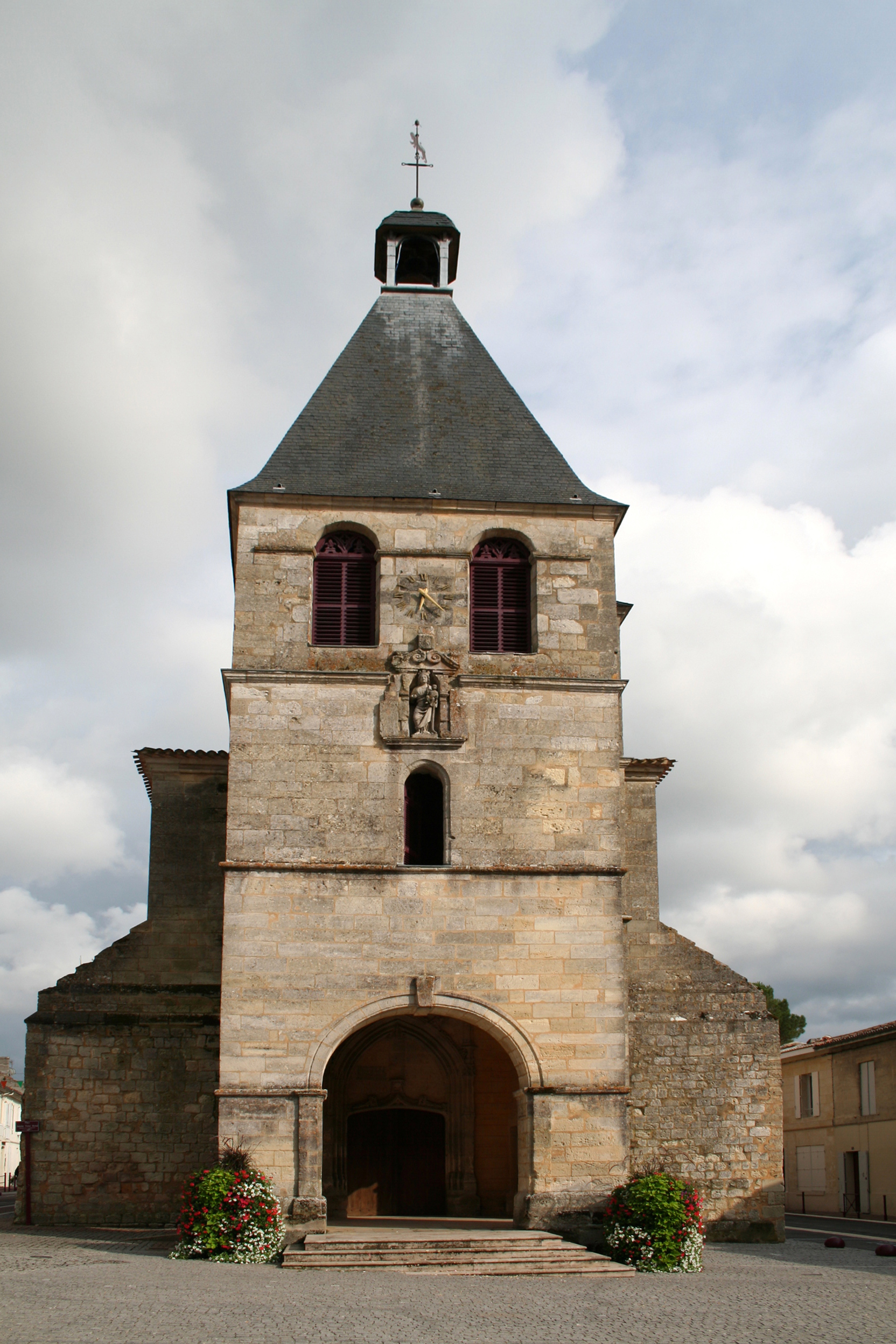
L'église vue depuis la rue du Dr-Fauché

## Mobilier
L'église abrite un grand christ en bois de style espagnol datant du XVIIe siècle. Elle abrite également des stalles du XVIIIe siècle, ainsi qu'un ange et un ambon provenant d'une ancienne chaire baroque datant du XVIIIe siècle.

## Protection du patrimoine
L'église est inscrite au titre des Monuments historiques par arrêté du 16 avril 2002.